# Brasão de Jacareí

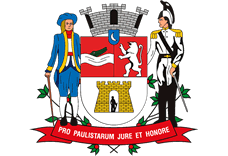
Brasão de armas de Jacareí

O Brasão de Armas de Jacareí é o símbolo oficial da cidade de Jacareí, localzada no estado de São Paulo. Instituído pela Lei nº 229, de 9 de outubro de 1952, o brasão representa a história, cultura e valores da cidade. O projeto de lei foi enviado à Câmara Municipal pelo prefeito da época, professor Luiz de Araújo Máximo, em 19 de setembro de 1952, juntamente com o ofício nº 244/52.
O projeto que estabeleceu o brasão foi aprovado pelo legislativo em primeira discussão no dia 26 de setembro e em segunda discussão no dia 6 de outubro de 1952.

## Característica[1]
As características do Brasão de Jacareí refletem os eventos históricos da cidade. O escudo é de estilo português, encimado por uma coroa mural, símbolo exclusivo das municipalidades.
- Na parte superior direita: Em campo vermelho, há um rio do qual emerge um jacaré, representando as "armas falantes" da cidade, conforme seu significado na língua indígena.
- Na parte superior esquerda: Um leão de prata sobre fundo vermelho, elemento do escudo dos Afonsos, faz referência aos fundadores do arraial de Jacareí, os Aiqueira Afonsos, em 1652. Jacareí foi elevada à categoria de cidade em 1849.
- Na parte inferior: Apresenta uma muralha ao natural sobre campo de prata, com ameias, abaluartado, portão e seteiras, simbolizando a importância estratégica de Jacareí como reduto de Bartolomeu Fernandes de Faria, renomado sertanista do século XVIII. Uma sentinela, armada com arcabuz e vestida com o gibão dos bandeirantes paulistas, representa a presença militar da época.

Abaixo do escudo, uma faixa vermelha com letras prateadas exibe o lema: "Pelo Direito e a Honra dos Paulistas – Pró-Paulistarum Jure et Honoré".
Elementos complementares
- Simbolismos agrícolas: Os campos de café e frutas presentes no brasão remetem à relevância da lavoura cafeeira na economia de Jacareí.
- Representações históricas: À direita do brasão, um oficial do regimento 2º Corpo de Infantaria de Guaratinguetá e Vilas do Norte; à esquerda, um soldado da Guarda de Honra de Dom Pedro I. Esses elementos fazem alusão à visita do Imperador Dom Pedro I à cidade logo após o dia 7 de setembro de 1822, quando Jacareí foi a segunda vila do Brasil visitada pelo Imperador do Brasil Independente.
- Coroa mural: No topo do escudo, uma coroa mural inclui um escudete azul com uma lua crescente, em homenagem a Nossa Senhora da Conceição, padroeira de Jacareí.